# Вернон (округ, Миссури)
Округ Ве́рнон (англ. Vernon County) — округ штата Миссури, США. Население округа на 2009 год составляло 20 166 человек. Административный центр округа — город Невада.

## История
Округ Вернон основан в 1851 году.

## География
Округ занимает площадь 2160.1 км2.

## Демография
Согласно оценке Бюро переписи населения США, в округе Вернон в 2009 году проживало 20 166 человек. Плотность населения составляла 9.3 человек на квадратный километр.